# Метју Тејт
Метју Тејт (енгл. Mathew Tait; 6. фебруар 1986) професионални је енглески рагбиста и репрезентативац, који тренутно игра за најтрофејнији енглески рагби клуб Лестер тајгерсе. У премијершипу је дебитовао априла 2004, против Лондон Ајриша. Провео је 4 сезоне у Њукаслу, а затим је прешао у Сејл шарксе маја 2008. Имао је пуно проблема са повредама, пре преласка у Лестер 2011. Са Лестером је 2013, освојио титулу првака Енглеске. У млађим селекцијама Енглеске играо је на позицији другог центра. У дресу "црвених ружа" дебитовао је 5. фебруара против Велса у мечу купа шест нација. Био је најмлађи енглески репрезентативац на светском првенству 2007, где су Енглези дошли до финала у коме су претрпели пораз од "спрингбокса". Постигао је есеј за Енглеску у мечу против Ирске у купу шест нација 2008. Због повреде пропустио је светско првенство 2011. Играо је и за рагби 7 репрезентацију Енглеске. Најавио је да ће по престанку играчке каријере, радити као пилот, a школовао се за лекара.